# Vasilij Oščepkov
Vasilij Sergeevič Oščepkov (in russo Васи́лий Серге́евич Още́пков?; Sakhalin, 7 gennaio 1893 – 10 ottobre 1938) è stato un artista marziale russo noto soprattutto per aver ideato insieme a Viktor Spiridonov il sambo, un'arte marziale sovietica nata appositamente per l'addestramento dei soldati dell'Armata Rossa al combattimento a corpo libero.
Morì nel 1938 nel contesto delle grandi purghe, accusato di essere una spia giapponese.

## Biografia

### Infanzia
Si hanno pochissime informazioni riguardo l'infanzia di Oščepkov. Tutto ciò che sappiamo, è che intorno ai soli otto anni, è diventato orfano.

### Gli studi alla Kodokan
Dopo essersi trasferito in Giappone con il Trattato di Portsmouth nel 1905, studiò per qualche anno judo tradizionale sotto la guida di San Nicola del Giappone, per poi andare al Kodokan nel 1911, ovvero una istituzione fondata dall'uomo che creò il judo: Jigoro Kano. Sei anni dopo, superando gli esami, Oshchepkov divenne il primo russo nella storia ad ottenere una cintura nera di secondo grado nel judo. Dopodiché, tornò in Russia, fondando le prime competizioni russe di judo, svoltesi dal 1914 al 1920. Nel 1921 tornò a Sakhalin, luogo ormai parte del territorio giapponese, ereditando terreni e case del padre defunto, con diverse implicazioni: dovette lavorare come traduttore per i giapponesi. Così, si instaurarono i suoi primi legami con l'esercito giapponese.